# Louis-Toussaint Milandre

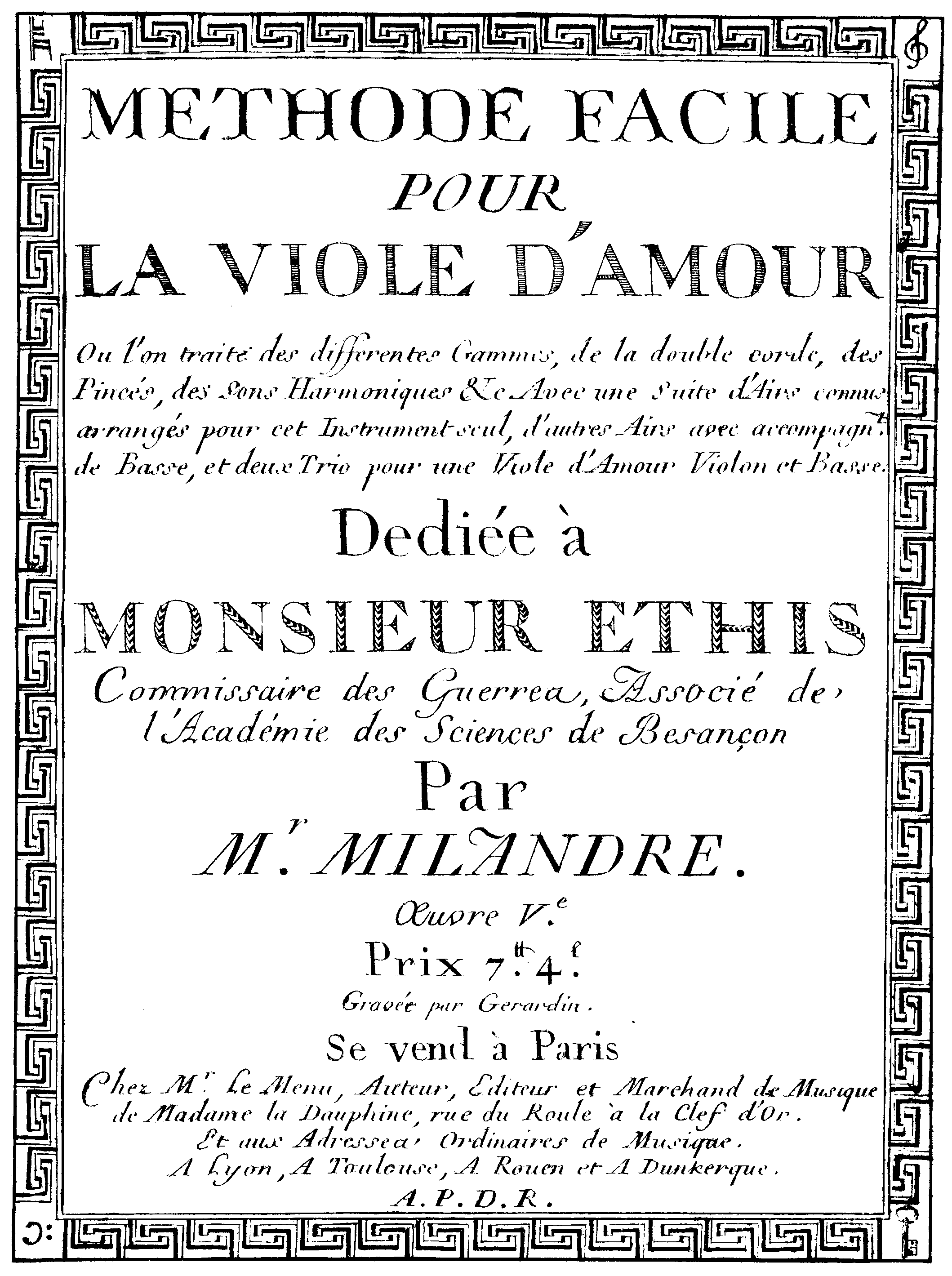
Titelblatt der Méthode facile pour la Viole d’Amour (1782)

Louis-Toussaint Milandre (* Anfang oder Mitte des 18. Jahrhunderts, Frankreich) war ein französischer Komponist, der vor allem Werke für die Viola d’amore verfasste. 
Dem kurzen Eintrag in der Biographie universelle des musiciens von François-Joseph Fétis folgend war er Mitglied der „chambre du roi“ unter Ludwig XV. Auch eine Messe, von der zumindest das Confiteor 1768 beim Concert spirituel aufgeführt wurde und eine siebenstimmige Symphonie (1778 gedruckt) werden genannt.
Erhalten ist sein Lehrbuch „Méthode facile pour la Viole d’Amour“ op. 5 aus dem Jahr 1782, in dem neben theoretischen und praktischen Erörterungen des Violaspiels auch mehrere Kompositionen und Arrangements (u. a. Mozart und Rameau) für die Viola d’amore enthalten sind.

## Erwähnung in der Literatur
In Thomas Manns Werk Doktor Faustus spielt Serenus Zeitblom bisweilen auf Abendgesellschaften „das Andante und Menuett von Milandre (1770)“.